# Ponte nelle Alpi
Ponte nelle Alpi (velenceiül Ponte inte łe Alpe) település Olaszországban, Veneto régióban, Belluno megyében. Lakosainak száma 7901 fő (2023. január 1.). Ponte nelle Alpi Belluno, Alpago, Soverzene és Longarone községekkel határos.

## Népesség
A település lakossága az elmúlt években az alábbi módon változott:
| Lakosok száma | 8340 | 8250 | 7901 |
|               | 2017 | 2018 | 2023 |